# Letheobia erythraea
Rhinotyphlops erythraeus là một loài rắn trong họ Typhlopidae. Loài này được Scortecci mô tả khoa học đầu tiên năm 1928.